# Rechtsagent
Der Rechtsagent ist aktuell ein nur noch im Kanton St. Gallen (Schweiz) und im Fürstentum Liechtenstein (jedoch seit 1993 keine Neuzulassungen) bekannter Beruf, bei dem eine Person ohne rechtswissenschaftliches Studium berechtigt ist, vor Gerichten und Verwaltungsbehörden aufzutreten und ähnlich den Rechtsanwälten Eingaben für ihre Mandaten zu tätigen und deren Rechtsposition zur Erzielung von regelmäßigen Einkünften zu vertreten. Soweit der Rechtsagent vom Gesetz dazu berechtigt ist, kann er auch in Rechtsfragen beraten und die Echtheit von Kopien und Unterschriften beglaubigen.
Der Beruf des Rechtsagenten wird auch als „niedere Anwaltschaft“ bezeichnet.

## Schweiz

### Historische Entwicklung
Der Beruf des Rechtsagenten ist in der Schweiz seit Beginn des 19. Jahrhunderts belegt. Der Beruf ist jedoch in der Schweiz erst seit der Wende vom 19. zum 20. Jahrhundert bewilligungspflichtig.

### Zulassung
Die Zulassung von Rechtsagenten (franz.: agent d’affaire) zur Parteienvertretung in der Schweiz obliegt dem jeweiligen Kanton, in dem der Rechtsagent tätig wird (sofern dieser Beruf vorgesehen ist).
Der Beruf des Rechtsagenten kann, soweit kantonal zugelassen, nach einer mehrjährigen praktischen und theoretischen Ausbildung und der Erfüllung weiterer Voraussetzungen, durch Ablegung einer Prüfung ausgeübt werden.

### Schutz der Bezeichnung
Der Begriff „Rechtsagent“ ist gemäß der schweizerischen kantonalen Gesetzgebung ein geschützter Begriff, welcher nur von den Personen geführt werden darf, welche zur Ausübung des Berufes zugelassen sind.

## Liechtenstein

### Historische Entwicklung
Der Beruf des Rechtsagenten wurde in Liechtenstein erstmals 1943 geregelt.

### Voraussetzungen
Die Ausübung des Berufes eines Rechtsagenten bedurfte der Bewilligung der Regierung. Den Beruf eines Rechtsagenten neu auszuüben ist seit 1993 in Liechtenstein nicht mehr möglich. Bereits bestehende Bewilligungen bleiben jedoch aufrecht.
Laut Geschäftsbericht der Finanzmarktaufsicht Liechtenstein waren 2010 dort nur noch 4 Rechtsagenten zugelassen bzw. tätig (siehe auch Art. 67 des Gesetzes vom 9. Dezember 1992 über die Rechtsanwälte (Rechtsanwaltsgesetz), LGBl 41/1993).

### Prüfungen
Seit dem Inkrafttreten der Verordnung der Fürstlichen Regierung vom 27. Februar 1958 über die Erteilung von Rechtsagenten-Bewilligungen mussten die Rechtsagenten eine der Prüfung der Rechtsanwälten nachempfundene Qualifikation in Form einer Prüfung nachweisen.
Die Rechtsagentenprüfung umfasste je eine schriftliche Arbeit aus dem Zivil-, Straf- und Verwaltungsrecht und ebenso eine mündliche Prüfung, wobei sich der Bewerber über die Kenntnis des Wesentlichen dieser Rechtsgebiete ausweisen musste.

### Aufgaben und Aufsicht
Die Tätigkeit der Rechtsagenten unterliegt nicht dem Gewerberecht (Art. 3 Gewerbegesetz).
Rechtsagenten unterliegen in Liechtenstein, wie auch die Rechtsanwälte, den sie betreffenden Sorgfaltspflichten.
Rechtagenten gelten im Strafvollzug in Liechtenstein ebenfalls als Rechtsbeistand, wie auch die Rechtsanwälte.
Die 1992 bereits eingetragenen Rechtsagenten sind auch weiterhin befugt, die Tätigkeit eines verantwortlichen Geschäftsführers einer Treuhandgesellschaft auszuüben (Art. 56 Treuhändergesetz).
Die Disziplinargewalt über die Rechtsagenten wird laut Art. 108 Absatz 5 Rechtsanwaltsgesetz (RAG) vom Obergericht nach den Bestimmungen der Art. 46 bis 57 ausgeübt.

### Schutz der Berufsausübung und -bezeichnung
Wer unbefugt eine durch Gesetz den Rechtsanwälten oder den Rechtsagenten vorbehaltene Tätigkeit in Liechtenstein geschäftsmässig ausübt, wird mit Freiheitsstrafe bis zu drei Monaten oder Geldstrafe bis zu 180 Tagessätzen bestraft (Art 103 RAG).
Wer die Berufsbezeichnung „Rechtsanwalt“ oder „Rechtsagent“ unberechtigt führt, wird mit einer Busse bis zu 50.000 Franken, im Nichteinbringslichkeitsfalle mit Freiheitsstrafe bis zu sechs Monaten bestraft werden (Art 102 RAG).

### Zeugnisentschlagungsrecht
Nach § 107 Strafprozessordnung ist der Rechtsagent über das, was ihm in seiner Eigenschaft als Rechtsagent vom Vollmachtgeber anvertraut worden ist, von der Verbindlichkeit zur Ablegung eines Zeugnisses vor dem Strafgericht befreit.

### Deutschland
- Landesarchiv Baden-Württemberg zum Begriff „Gewerbeagent“.

### Liechtenstein
- Finanzmarkt Liechtenstein, Zahlen und Fakten zu den Finanzintermediären unter Aufsicht der FMA, Ausgabe 2011 (PDF; 823 kB) zur aktuellen Zahl an Rechtsagenten im Fürstentum, S. 28.

### Schweiz
- St. Gallischer Rechtagentenverband.
- Rechtsgutachten Ivo Hangartner, Andreas Kley-Struller zur Diskussion über die Abschaffung des Berufs des Rechtsagenten (PDF; 917 kB) im Kanton St. Gallen (1991).
- Der Beruf des patentierten Rechtsagenten nach dem neuen sanktgallischen Anwaltsgesetz von Andreas Kley-Struller (PDF; 162 kB), SJZ 91 (1995) Nr. 23.